# Mel Read
Mel Read este un om politic britanic, membru al Parlamentului European în perioadele 1989-1994, 1994-1999 si 1999-2004 din partea Regatului Unit.
1. 1 2 3  Deputații în Parlamentul European